# Dillingøya
Dillingøya est une île du lac Vansjø de la commune de Moss,  dans le comté d'Østfold en Norvège.

## Description
L'île de 5 km2 est la plus grande du lac, située dans la bassin ouest, proche de Moss. L'île était déjà colonisée au début de l'âge du fer pour servir à l'agriculture. L'île est reliée par un pont au nord à la municipalité de Våler.
Le nom Dillingøy est écrit à partir du nom de la plante dille/dilla ou dylle/dylla (Sonchus arvensis) ou åkerdylle, qui est le nom norvégien.

## Zone protégée
- La Réserve naturelle de Vestre Vansjø, créée en 1992, se situe au sud de Dillingøya[3].